# Richha
Richha è una suddivisione dell'India, classificata come nagar panchayat, di 17.482 abitanti, situata nel distretto di Bareilly, nello stato federato dell'Uttar Pradesh. In base al numero di abitanti la città rientra nella classe IV (da 10.000 a 19.999 persone).

## Geografia fisica
La città è situata a 28° 41' 60 N e 79° 31' 0 E e ha un'altitudine di 176 m s.l.m..

## Società

### Evoluzione demografica
Al censimento del 2001 la popolazione di Richha assommava a 17.482 persone, delle quali 9.229 maschi e 8.253 femmine. I bambini di età inferiore o uguale ai sei anni assommavano a 3.128, dei quali 1.620 maschi e 1.508 femmine. Infine, coloro che erano in grado di saper almeno leggere e scrivere erano 6.474, dei quali 4.171 maschi e 2.303 femmine.